# Хедин, Линнея
Линнея Юханна Хедин (швед. Linnea Johanna Hedin; 24 января 1995, Стокгольм, Швеция) — шведская хоккеистка, защитник Шведской женской хоккейной лиги (SDHL) АИК. Начинала карьеру в команде «Сегельторп». С 2014 по 2018 год играла за студенческую команду «Миннесота-Дулут Бульдогз». Игрок национальной сборной Швеции, выступавшая на двух чемпионатах мира (2012 и 2013). Сыграла более 50-ти матчей за национальную команду. Трёхкратная чемпионка Швеции (2011, 2012 и 2013). С 2010 по 2013 год в составе юниорской сборной Швеции принимала участие на четырёх чемпионатах мира до 18 лет, трижды становилась бронзовым призёром. Вместе с Мишель Лёвенхильм является рекордсменкой среди шведских хоккеисток по количеству сыгранных матчей на юниорских чемпионатах мира.

## Биография
Линнея Хедин родилась в Стокгольме в семье Ларса Хедина и Юханны Антиайнен. Имеет старшую сестру (Лиза) и брата (Виктора). Виктор играл в хоккей до юношеского уровня. Тренироваться начала в школе «Худдинге» вместе с мальчиками. В 2014 году Хедин начала играть за «Сегельторп» в Рикссериен — главной лиге женского хоккея Швеции. Команда из Худдинге была фаворитом сезона и завоевала очередной чемпионский титул. По ходу чемпионата Линнея вызывалась в юниорскую сборную Швеции, в составе которой приняла участие в своём первом чемпионата мира до 18 лет. На турнире шведки второй раз в своей истории выиграли бронзовые медали. В сезоне 2010/11 роль юной хоккеистки возросла в «Сегельторпе». В регулярном чемпионате она стала лучшей в своей команды среди защитников по показателю полезности — «+34». По результатам плей-офф «Сегельторп» вновь стал чемпионом страны. На юниорском чемпионате 2011 сборная Швеции завершила турнир вне призовых мест. Перед сезоном 2011/12 многие лидеры покинули «Сегельторп». Данное обстоятельство привело к снижению статистических показателей Хедин. Качество игры юной хоккеистки оставалось высоким: она регулярно получала приглашение в юниорскую и основную сборную Швеции. Сначала Линнея сыграла на своём третьем юниорском чемпионате мира, на котором шведки завоевали бронзовые медали. Затем она дебютировала чемпионате мира. Хедин не отметилась результативностью при нейтральном показателе полезности.
Перед сезоном 2012/13 Хедин перешла в другой клуб Рикссериен — АИК. В свой дебютный сезон Линнея вместе с новой командой сумели завоевать чемпионский титул, который стал для новичка третьим в карьере. В январе 2013 года Хедин сыграла на своём четвёртом юниорском чемпионате мира. Она завоевала свою третью бронзовую медаль и вместе с партнёршей по сборной Мишель Лёвенхильм стала рекордсменкой среди шведских хоккеисток по количеству сыгранных матчей на юниорских чемпионатах мира. Хедин также была включена в тройку лучших игроков своей сборной. В апреле она сыграла на чемпионате мира 2013, на котором стала одной из худших в команде по показателю «плюс-минус» — «-2». В сезоне 2013/14 Хедин не отличилась высокими статистическими показателями и не рассматривалась в качестве кандидата для участия на Зимних Олимпийских играх 2014 в Сочи. В 2014 году Линнея завершила Гимназию Солна и решила продолжить обучение в США.
С 2015 года Хедин училась в Университете Миннесоты-Дулут, специализируясь на финансах. Она начала играть за студенческую команду «Миннесота-Дулут Бульдогз» из Национальной ассоциации студенческого спорта (NCAA). Линнея сыграла в 36-ти матчах в своём первом сезоне, отметившись одним результативным пасом против команды Миннесотского университета. Она сыграла 10 матчей за сборную Швеции и рассчитывала принять участие на домашнем чемпионате мира в Мальмё, но не вошла в заявку на турнир. Впоследствии Хедин признавалась, что по её мнению, попасть в сборную Швеции, играя в Северной Америке сложнее, чем при выступлении в Швеции. В стартовой игре сезона 2015/16, против Линденвудского университета, Линнея забросила свою первую шайбу в NCAA. По окончании чемпионата отмечались академические успехи шведской хоккеистки. В сезоне 2016/17 Хедин продемонстрировала лучшую результативность за «Бульдогз», набрав 7 (2+5) очков в 37-ми матчах при показателе полезности «+19». Свой последний год в «Миннесота-Дулут» шведка проводила в качестве ассистента капитана. После завершения обучения в университете Хедин решила вернуться в Швецию, где находились её семья и парень, Никлас Розендаль, работающий хоккейным судьёй.
Перед сезоном 2018/19 Хедин вернулась в команду АИК. Выбор был обусловлен тем, что в главным тренером этой команды являлся североамериканский специалист Джарред Сиппароне. Сезон провела на высоком уровне. Тренерский штаб отмечал высокие лидерские качества Хедин во время матчей на льду и в раздевалке. В мае 2018 года она продлила с АИКом контракт ещё на один год. В сезоне 2019/20 Хедин показывала качественный хоккей и впервые за три года получила приглашение в национальную сборную. По окончании чемпионата Линнея продлила трудовое соглашение с командой ещё на два года. Сезон 2020/21 Хедин начинала в качестве ассистента капитана АИКа.

## Стиль игры
Линнея Хедин имеет отличные навыки катания. Она умеет решать сложные задачи, возникающие во время игры. Отмечают, что Хедин является двусторонним защитником, который может уверенно сыграть как в защите, так и в нападении.

## Статистика
| Легенда | Легенда                    | Легенда | Легенда                   | Легенда | Легенда    |
| ------- | -------------------------- | ------- | ------------------------- | ------- | ---------- |
| И       | Количество проведённых игр | Штр     | Штрафное время            | +/−     | Плюс-минус |
| Г       | Голы                       | П       | Голевые передачи          | О       | Очки       |
| -       | Статистика неизвестна      | —       | Статистика не учитывалась |         |            |

### Международная
По данным: Eurohockey.com и Eliteprospects.com

## Достижения
Командные
| Год              | Команда         | Достижение                                      | Достижение |
| ---------------- | --------------- | ----------------------------------------------- | ---------- |
| 2010, 2011, 2013 | Швеция (юниор.) | Бронзовый призёр юниорского чемпионата мира (3) |            |
| 2010, 2011       | Сегельторп      | Чемпионка Швеции (3)                            |            |
| 2013             | АИК             | Чемпионка Швеции (3)                            |            |

- По данным Eliteprospects.com.

## Рекорды
Швеция (до 18)
- Наибольшее количество сыгранных матчей на юниорских чемпионатах мира — 23 (совместно с Мишель Лёвенхильм)

По данным: Eliteprospects.com